# Bayerisches Kinderbildungs- und -betreuungsgesetz
Das Bayerische Kinderbildungs- und -betreuungsgesetz (BayKiBiG) des Freistaats Bayern ist ein Landesgesetz, das 2005 vom Bayerischen Landtag erlassen wurde. Wesentliche Ziele sind
- der bedarfsgerechte Ausbau der Kinderbetreuung und
- die Qualitätsentwicklung und -sicherung im Bereich der Betreuung.

Dabei konkurriert das BayKiBiG mit dem Sozialgesetzbuch (SGB) des Bundes, insbesondere mit dem achten Buch (SGB VIII, zur Kinder- und Jugendhilfe) und dem zwölften Buch (SGB XII, zur Sozialhilfe).
Ergänzt wurde das BayKiBiG durch die „Verordnung zur Ausführung des Bayerischen Kinderbildungs- und -betreuungsgesetzes (AVBayKiBiG)“ vom 5. Dezember 2005 (GVBl. S. 633)
Das BayKiBiG gliedert sich in
- die allgemeinen Bestimmungen (Geltungsbereich, Begriffe, Träger, allgemeine Grundsätze),
- die Sicherstellung und Planung (Sicherstellung eines ausreichenden Betreuungsangebots, Planungsverantwortung, örtliches und überörtliches Planungsverfahren),
- die Sicherung des Kindeswohls (Betriebs- und Pflegeerlaubnis),
- die Bildungs- und Erziehungsarbeit (u. a. Auftrag zur Bildung, Erziehung und Betreuung, integrative Arbeit, Grundsätze für die Bildungs- und Erziehungsziele, Zusammenarbeit der Einrichtungen mit den Eltern, Vernetzung der Einrichtungen / Zusammenarbeit mit der Grundschule, Betreuung in Tagespflege, Wissenschaftliche Begleitung, Fortbildung),
- die finanzielle Förderung (u. a. Förderungsanspruch, -voraussetzungen, Umfang des Förderanspruchs, Gastkinderregelung, ländlicher Raum, Verfahren, Investitionskostenförderung, Bewilligungsbehörden, Zuständigkeit)
- und die Experimentierklausel und Ausführungsverordnung.

Die AVBayKiBiG regelt und normiert
- die Bildungs- und Erziehungsziele (Kinderschutz, ethische und religiöse Bildung und Erziehung, Emotionalität und soziale Beziehungen, sprachliche Bildung und Förderung, mathematische Bildung, naturwissenschaftliche und technische Bildung, Umweltbildung und -erziehung, informationstechnische Bildung, Medienbildung und -erziehung, ästhetische, bildnerische und kulturelle Bildung und Erziehung, musikalische Bildung und Erziehung, Bewegungserziehung und -förderung, Sport, Gesundheitserziehung sowie die Aufgaben des pädagogischen Personals),
- die personellen Mindestanforderungen (Fachkräftegebot, pädagogisches Personal, Anstellungsschlüssel) und
- die kindbezogene finanzielle Förderung (Tagespflegepersonen, Buchungszeitfaktoren, Wirksamwerden von Änderungen, Netze für Kinder, Landkindergärten).

Schon während des Gesetzgebungsverfahrens waren einzelne Artikel des BayKiBiG umstritten. Hunderte von Petitionen wurden am Bayerischen Landtag eingereicht. Auch die Spitzenverbände der freien Träger der Kindertageseinrichtungen forderten – jedoch ergebnislos – Nachbesserungen am Gesetz. Insbesondere die Gestaltung der finanziellen Förderung (Gastkindregelung und Bedarfsfeststellung, Gewichtungsfaktoren der kindbezogenen Fördergelder bei unterschiedlichen Voraussetzungen) sorgen auch heute bei den Einrichtungsträgern teils für Verdruss als auch bei den bayerischen Verwaltungsgerichten für anhängige Verfahren.